# Petrivka (Transkarpatië)
Petrivka (Oekraïens: Петрівка (Ужгородський район)) is een dorp in de rajon Oezjhorod in het westen van de Oekraïense provincie Transkarpatië.

## Het huidige dorp
Petrivka ligt even ten oosten van Tysauifalu aan een dode arm van de rivier de Tisza. Het dorpje ligt aan een niet doorgaande weg die naar Tysauifalu gaat. Ten zuiden van het dorp is een rangeerterrein. Vanuit dat terrein gaat een (goederen) spoor naar het Hongaarse dorp Tiszabezdéd.

## De nabije omgeving
De onderstaande figuur toont de Chop omringende dorpen.
- Ten zuidwesten van Petrivka ligt aan de rivier de Tisza en de Hongaarse grens het dorpje Esen'  (Oekraïens: Есень).
- Ten zuidoosten van Petrivka ligt het dorpje Bakosj (Oekraïens: Баkoш).